# Alte Volksschule (Nördlingen)

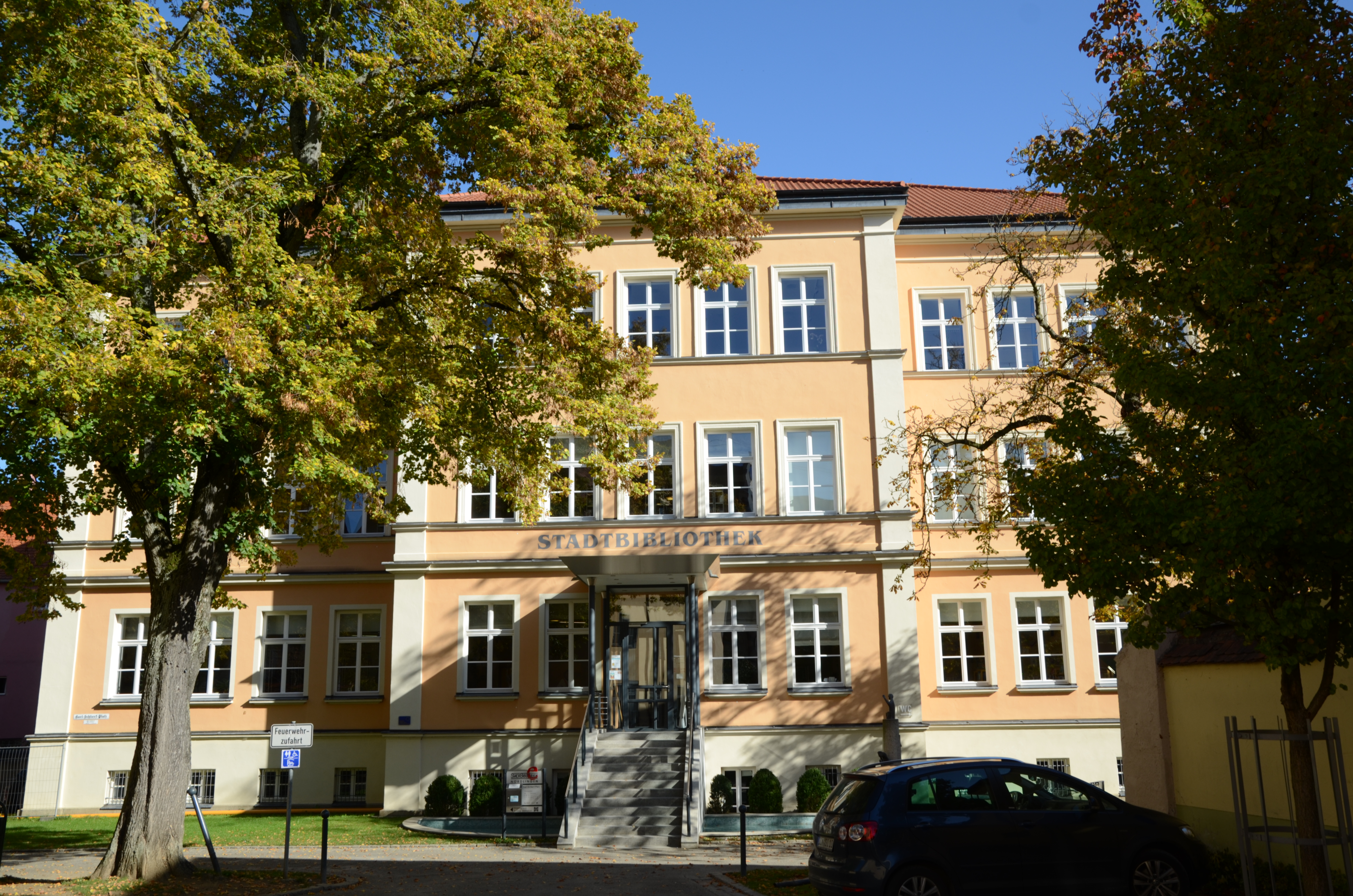
Alte Volksschule in Nördlingen

Die Alte Volksschule in Nördlingen, einer Stadt im schwäbischen Landkreis Donau-Ries in Bayern, wurde 1890/91 nach Plänen des Architekten Carl Schurrer errichtet. Das ehemalige Schulgebäude in der Judengasse Nr. 3 ist ein geschütztes Baudenkmal.
Der dreigeschossige Walmdachbau mit Mittelrisalit und hohem Kellergeschoss hat eine spätklassizistische Fassadengestaltung mit Eckpilastern und Gesimsgliederung. Die Fenster sind mit einer profilierten Stuckrahmung versehen.
Das Gebäude wird seit einigen Jahren als Stadtbibliothek genutzt.